# Baron Walsingham

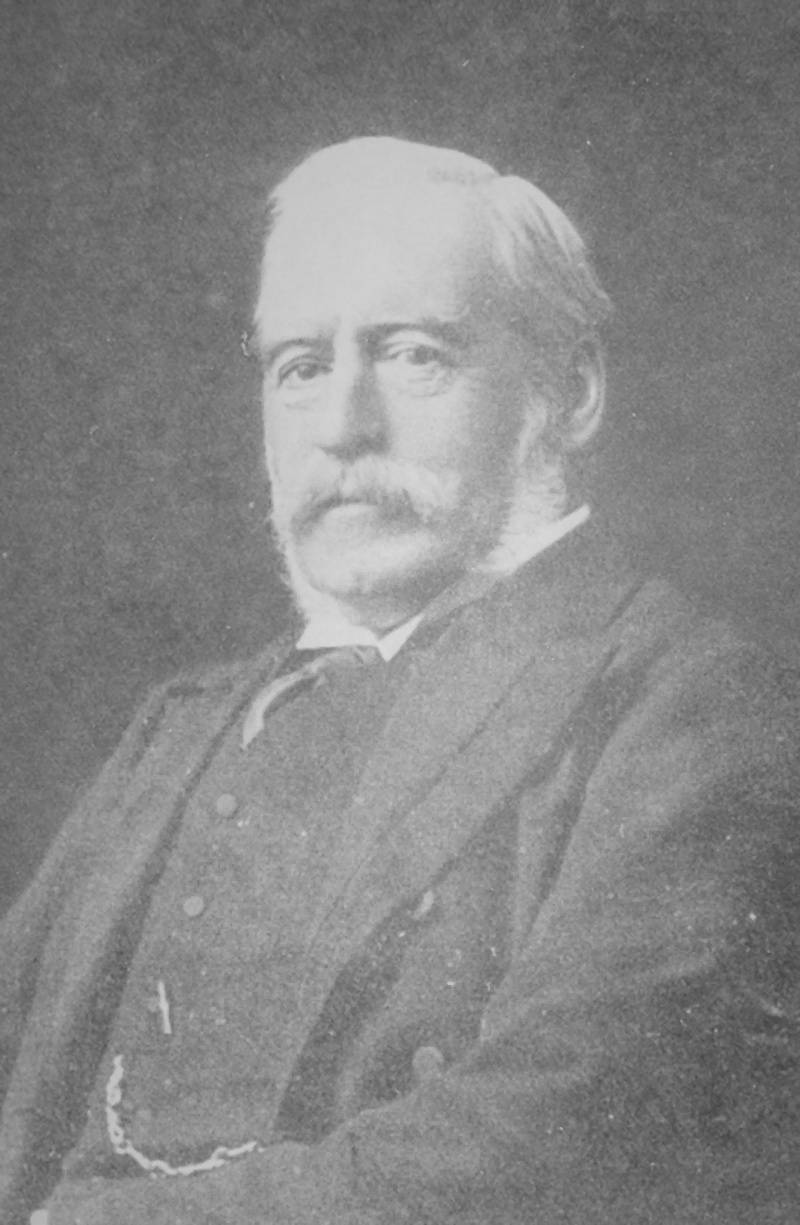
Thomas de Grey, 6. Baron Walsingham

Baron Walsingham, of Walsingham in the County of Norfolk, ist ein erblicher britischer Adelstitel in der Peerage of Great Britain.

## Verleihung
Der Titel wurde am 17. Oktober 1780 durch Letters Patent dem Lord Chief Justice of the Common Pleas und ehemaligen Unterhausabgeordneten Sir William de Grey verliehen.
Heutiger Titelinhaber ist dessen Nachfahre John de Grey als 9. Baron.

## Liste der Barone Walsingham (1780)
- William de Grey, 1. Baron Walsingham (1719–1781)
- Thomas de Grey, 2. Baron Walsingham (1748–1818)
- George de Grey, 3. Baron Walsingham (1776–1831)
- Thomas de Grey, 4. Baron Walsingham (1788–1839)
- Thomas de Grey, 5. Baron Walsingham (1804–1870)
- Thomas de Grey, 6. Baron Walsingham (1843–1919)
- John de Grey, 7. Baron Walsingham (1849–1929)
- George de Grey, 8. Baron Walsingham (1884–1965)
- John de Grey, 9. Baron Walsingham (* 1925)

Voraussichtlicher Titelerbe (Heir apparent) ist der Sohn des aktuellen Titelinhabers Hon. Robert de Grey (* 1969).